# Половинкино
Полови́нкино (рос. Половинкино) — село у складі Рубцовського району Алтайського краю, Росія. Адміністративний центр та єдиний населений пункт Половинкинської сільської ради.

## Населення
Населення — 1145 осіб (2010; 1111 у 2002).
Національний склад (станом на 2002 рік):
- росіяни — 87 %